# Ventas de Retamosa (kommun i Spanien)
Ventas de Retamosa är en kommun i Spanien.   Den ligger i provinsen Toledo och regionen Kastilien-La Mancha, i den centrala delen av landet, 50 km sydväst om huvudstaden Madrid. Antalet invånare är 3 377.